# Giovanni Maria Angiolello
Giovanni Maria Angiolello (n. 1451, Vicenza, Italia – d. 1525, Vicenza, Italia) a fost un călător venețian, autor al unei importante cronici istorice cu privire la statul turcoman azer Aq Qoyunlu și la Persia Safavidă din perioada timpurie.

## Biografie
Născut prin 1451 sau 1452 în orașul Vicenza, aflat sub stăpânirea Veneției din 1404, Angiolello a părăsit Veneția în 1468 și a luat parte la apărarea coloniei venețiene Negroponte, asediată de sultanul otoman Mahomed al II-lea. Capturat de turci, a fost dus la Constantinopol, unde a fost mai întâi slujitor al moștenitorului sultanului, prințul Mustafa, și apoi a slujit în Marele Serai. A luat parte la campaniile armatelor otomane din Persia, Peninsula Balcanică și Asia (1472-1481).
Cariera lui Angiolello este incertă începând de prin 1483. El s-a întors în orașul natal Vicenza, s-a căsătorit și a devenit funcționar.
A efectuat probabil două misiuni (poate pentru Republica Venețiană) sau a rămas (ca agent sau comerciant) în Persia în jurul anului 1482 (după moartea sultanului Mahomed) și apoi între anii 1499 și 1515. A murit în jurul anului 1525.
În afara unei cronici a primei sale călătorii în Orient, el este aproape sigur autorul lucrării Istoria turcească (Historia Turchesca), o sursă valoroasă de informații cu privire la istoria sultanatelor lui Mahomed al II-lea și Baiazid al II-lea. El a lăsat, de asemenea, câteva însemnări despre operele de artă realizate de Gentile Bellini la Istanbul.

## Notă explicativă
1. ↑  O încercare de atribuire a lucrării nobilului venețian Donato da Sezze nu a găsit consens în rândul specialiștilor.